# Погонешть (комуна)
Погонешть, Погонешті (рум. Pogonești) — комуна у повіті Васлуй в Румунії. До складу комуни входять такі села (дані про населення за 2002 рік):
- Белчешть (168 осіб)
- Погонешть (1364 особи) — адміністративний центр комуни
- Полочин (245 осіб)

Комуна розташована на відстані 221 км на північний схід від Бухареста, 56 км на південь від Васлуя, 111 км на південь від Ясс, 89 км на північний захід від Галаца.

## Населення
У 2009 року у комуні проживали 1798 осіб.